# Grazia Borrini-Feyerabend
Pour les articles homonymes, voir Feyerabend.
 (septembre 2013).
Si vous disposez d'ouvrages ou d'articles de référence ou si vous connaissez des sites web de qualité traitant du thème abordé ici, merci de compléter l'article en donnant les références utiles à sa vérifiabilité et en les liant à la section « Notes et références ».
Grazia Borrini-Feyerabend est une spécialiste de l'aide au développement, titulaire d'une chaire à l'UICN. Née en 10/08/1952 à La Spezia, elle est l'auteur de plusieurs ouvrages portant notamment sur la question des solidarités internationales et du développement de la participation[Quoi ?]. Elle est la veuve de  Paul Feyerabend.

## Ouvrages
Liste non exhaustive :
- Sharing power
- Learning-by-Doing in Co-Management of Natural Resources throughout the World[1]